# Spiroplasma alleghenense
Spiroplasma alleghenense è una specie di batterio appartenente alla famiglia delle Spiroplasmataceae.